# Associació Guiatge Valencià
L'Associació Guiatge Valencià és una associació d'agrupaments guies laics del País Valencià. Pertany a la Federació Espanyola de Guiatge. Actualment compta amb un únic agrupament, l'Atzavara (flor de la pitera), situat a Montcada (Horta Nord). El Grup Juvenil Tramuntana - Guies de Bétera, que també formava part de l'associació, es va dissoldre l'any 2006.